# 南福島駅
南福島駅（みなみふくしまえき）は、福島県福島市永井川字壇ノ腰にある、東日本旅客鉄道（JR東日本）東北本線の駅である。

## 歴史
- 1916年（大正5年）10月1日：永井川信号所を設置[3]。
- 1922年（大正11年）4月1日：永井川信号場に改称[3]。
- 1962年（昭和37年）4月5日：駅に昇格[3]。南福島駅が開業[3]。
- 1984年（昭和59年）12月1日：無人化[4]。以降、福島駅派遣により出改札を継続。
- 1987年（昭和62年）4月1日：国鉄分割民営化に伴い、JR東日本の駅となる[3]。有人化。
- 2009年（平成21年）3月14日：ICカード「Suica」の利用が可能となる[報道 2]。
- 2019年（令和元年）8月：駅舎改築工事に伴い、仮駅舎に切り替え[報道 3]。
- 2020年（令和2年）2月22日：新駅舎が供用を開始[5][報道 1][新聞 1]。
- 2023年（令和5年）3月10日：エレベーターや連絡通路が使用を開始[報道 4]。
- 2024年（令和6年）10月1日：えきねっとQチケのサービスを開始[2][報道 5]。

## 駅構造
単式ホーム2面2線を持つ地上駅である。以前は島式ホーム2面4線であったが、上り線島式ホーム外側の線路と下り線島式ホーム内側の中線は撤去されている。2020年（令和2年）2月に使用開始された駅舎は、鉄骨造1階建て約110平方メートルで、「都市部に居ながらも自然を感じることができる駅舎」をコンセプトに設計され、駅舎正面の縦向き格子や待合室天井などに地元産木材を採用している。
福島統括センター（福島駅）が管理し、JR東日本東北総合サービスが受託する業務委託駅である。構内には窓口、自動券売機、簡易Suica改札機がある。

### のりば
| 番線 | 路線      | 方向 | 行先           |
| ---- | --------- | ---- | -------------- |
| 1    | ■東北本線 | 上り | 郡山・黒磯方面 |
| 2    | ■東北本線 | 下り | 福島・仙台方面 |

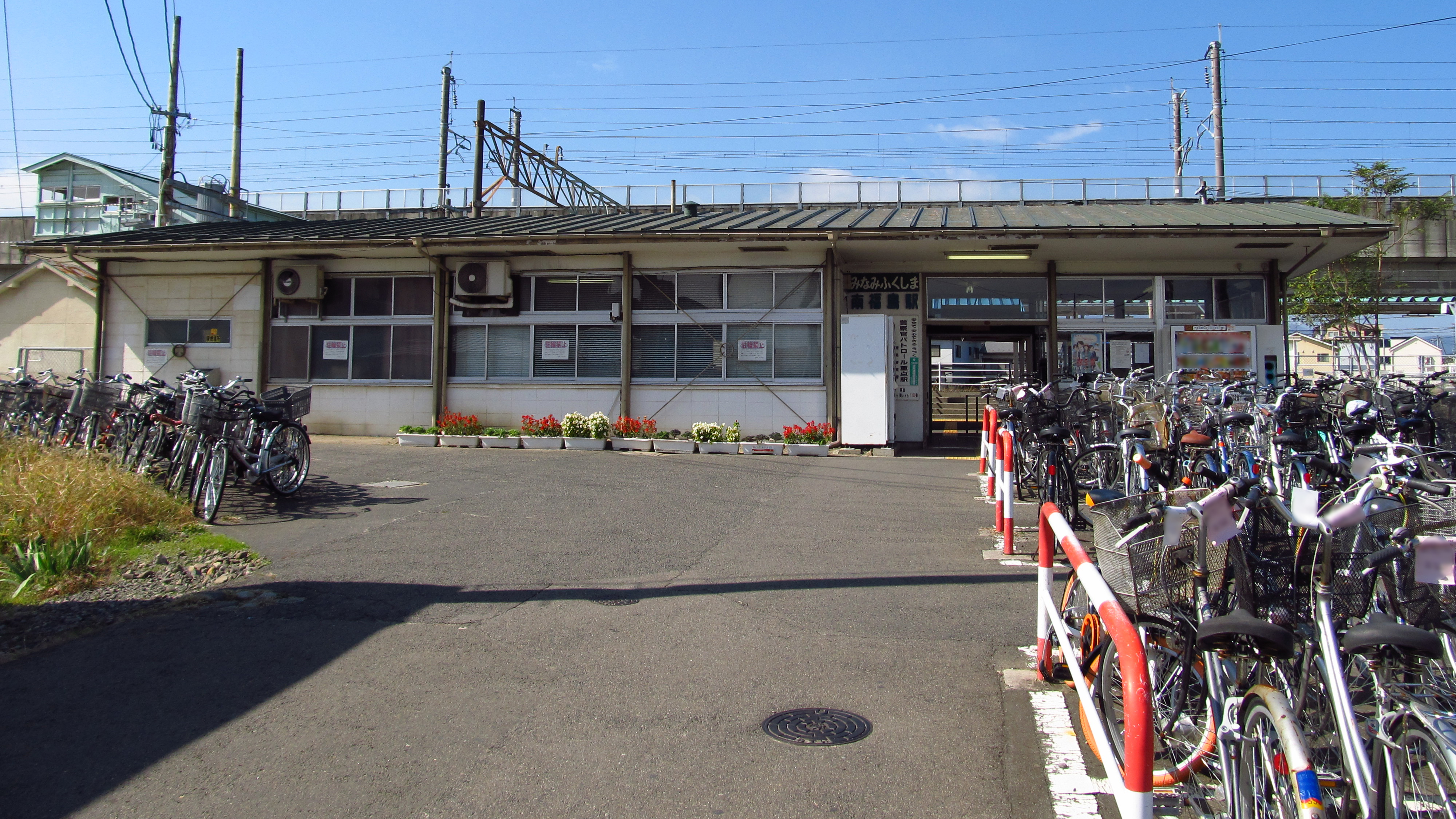
旧駅舎（2015年10月）
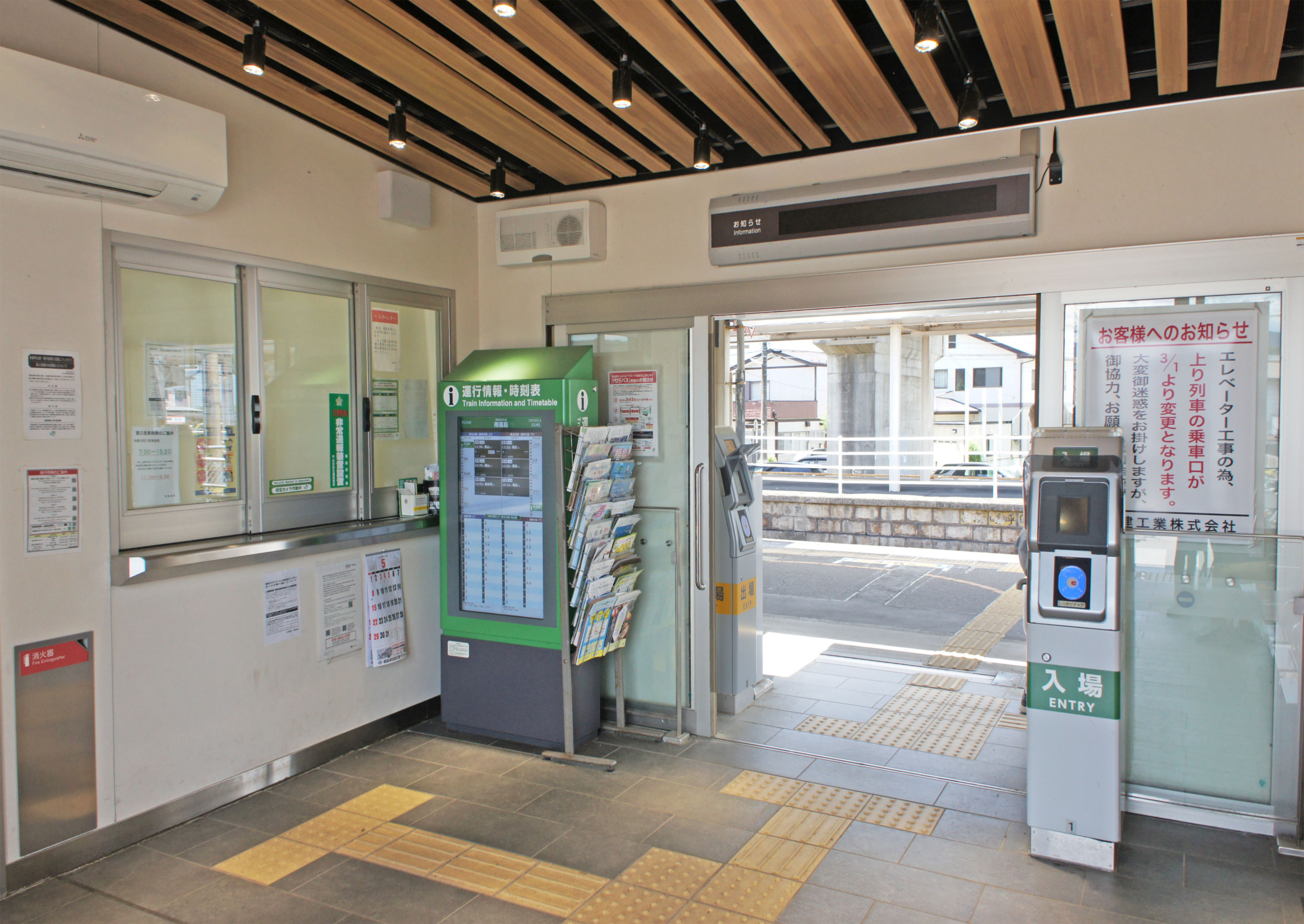
改札口（2022年5月）
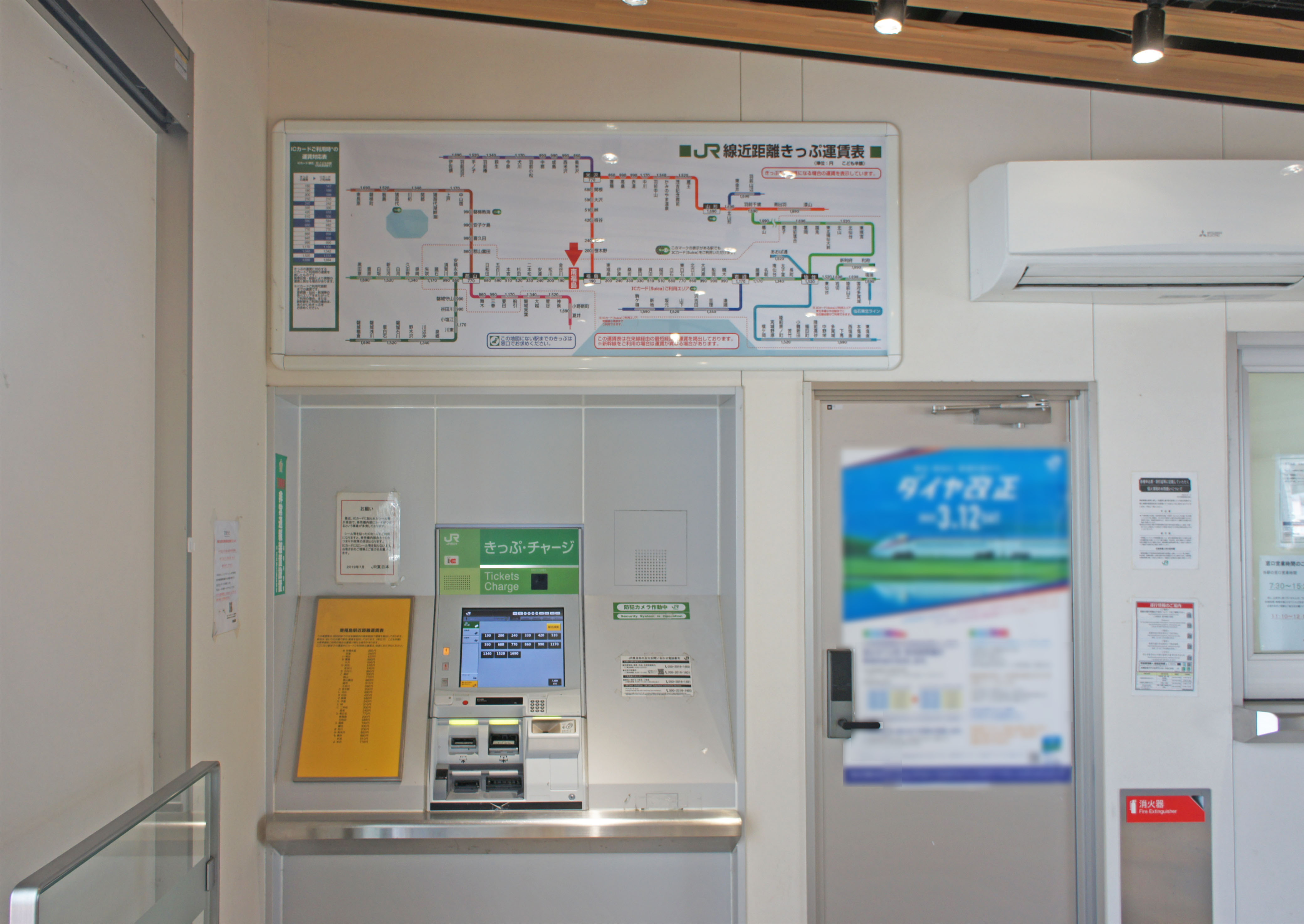
自動券売機（2022年5月）
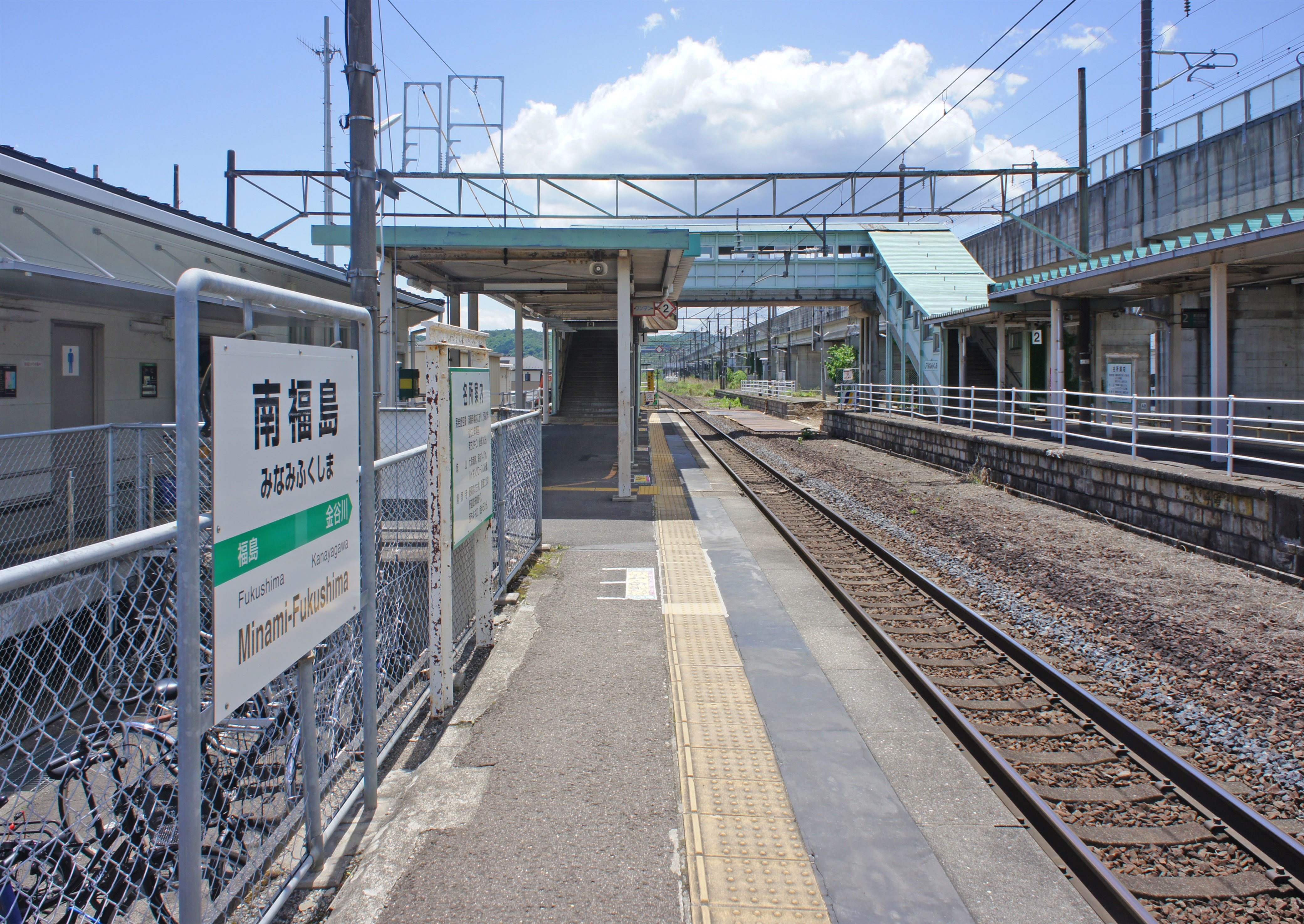
1番線ホーム（2022年5月）
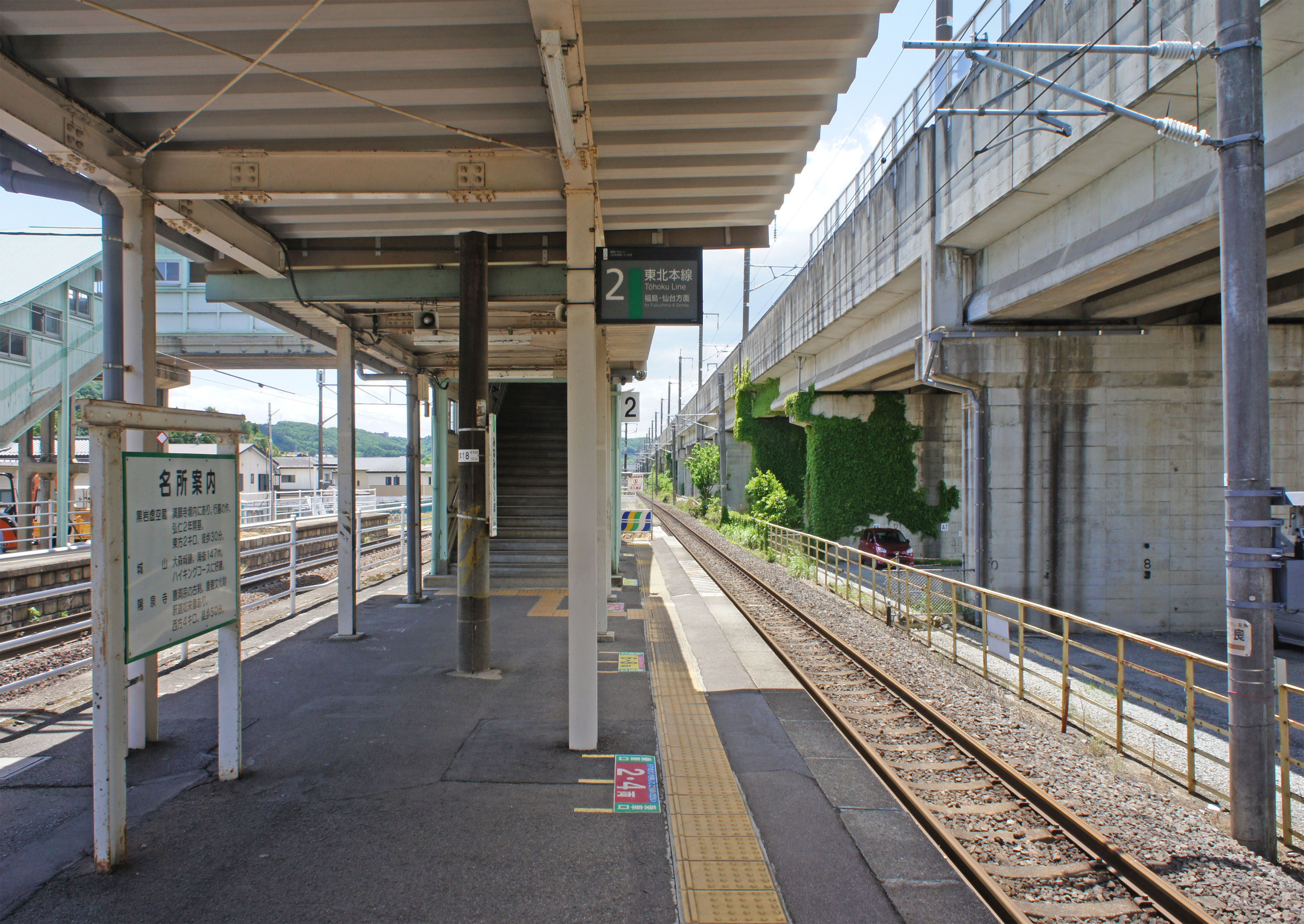
2番線ホーム（2022年5月）

## 利用状況
JR東日本によると、2023年度（令和5年度）の1日平均乗車人員は1,586人である。
2000年度（平成12年度）以降の推移は以下のとおりである。
| 1日平均乗車人員推移 | 1日平均乗車人員推移 | 1日平均乗車人員推移 | 1日平均乗車人員推移 | 1日平均乗車人員推移 |
| 年度                | 定期外              | 定期                | 合計                | 出典                |
| ------------------- | ------------------- | ------------------- | ------------------- | ------------------- |
| 2000年（平成12年）  |                     |                     | 1,645               | [ 利用客数 2 ]      |
| 2001年（平成13年）  |                     |                     | 1,623               | [ 利用客数 3 ]      |
| 2002年（平成14年）  |                     |                     | 1,624               | [ 利用客数 4 ]      |
| 2003年（平成15年）  |                     |                     | 1,611               | [ 利用客数 5 ]      |
| 2004年（平成16年）  |                     |                     | 1,629               | [ 利用客数 6 ]      |
| 2005年（平成17年）  |                     |                     | 1,629               | [ 利用客数 7 ]      |
| 2006年（平成18年）  |                     |                     | 1,658               | [ 利用客数 8 ]      |
| 2007年（平成19年）  |                     |                     | 1,628               | [ 利用客数 9 ]      |
| 2008年（平成20年）  |                     |                     | 1,616               | [ 利用客数 10 ]     |
| 2009年（平成21年）  |                     |                     | 1,557               | [ 利用客数 11 ]     |
| 2010年（平成22年）  |                     |                     | 1,577               | [ 利用客数 12 ]     |
| 2011年（平成23年）  |                     |                     | 1,535               | [ 利用客数 13 ]     |
| 2012年（平成24年）  | 586                 | 1,149               | 1,735               | [ 利用客数 14 ]     |
| 2013年（平成25年）  | 612                 | 1,203               | 1,815               | [ 利用客数 15 ]     |
| 2014年（平成26年）  | 620                 | 1,147               | 1,768               | [ 利用客数 16 ]     |
| 2015年（平成27年）  | 639                 | 1,189               | 1,829               | [ 利用客数 17 ]     |
| 2016年（平成28年）  | 634                 | 1,220               | 1,855               | [ 利用客数 18 ]     |
| 2017年（平成29年）  | 616                 | 1,217               | 1,833               | [ 利用客数 19 ]     |
| 2018年（平成30年）  | 613                 | 1,156               | 1,769               | [ 利用客数 20 ]     |
| 2019年（令和元年）  | 560                 | 1,117               | 1,678               | [ 利用客数 21 ]     |
| 2020年（令和02年）  | 371                 | 833                 | 1,205               | [ 利用客数 22 ]     |
| 2021年（令和03年）  | 430                 | 1,018               | 1,448               | [ 利用客数 23 ]     |
| 2022年（令和04年）  | 491                 | 1,029               | 1,520               | [ 利用客数 24 ]     |
| 2023年（令和05年）  | 534                 | 1,052               | 1,586               | [ 利用客数 1 ]      |

## 駅周辺
駅舎がある東側には、飲食店や病院などの施設が多数ある。西側は、おもに工場や住宅などがある。
- 福島市役所杉妻支所
- 福島伏拝郵便局
- 国土交通省東北地方整備局福島河川国道事務所福島国道維持出張所
- 濁川
- 福島市道47号南町浅川線（旧国道4号）
- 福島県道362号南福島停車場線
- 国道4号（福島南バイパス）
- 薬師堂
- 福島県立福島明成高等学校
- NOK福島事業場
- 福島信用金庫南支店
- 福島交通「伏拝」停留所

## その他
かつては、当駅の約700メートル北側から、日東紡績への引込線が分岐していた。

## 隣の駅
東日本旅客鉄道（JR東日本）
■東北本線
金谷川駅 - 南福島駅 - 福島駅

### 記事本文

#### 報道発表資料
1. 1 2 3 4  『磐越東線「菅谷駅」、東北本線「南福島駅」、「品井沼駅」が新しくなります』（PDF）（プレスリリース）東日本旅客鉄道仙台支社、2020年1月31日。オリジナルの2020年2月1日時点におけるアーカイブ。2020年2月1日閲覧。
2. ↑  『Suicaをご利用いただけるエリアが広がります。』（PDF）（プレスリリース）東日本旅客鉄道、2008年12月22日。オリジナルの2020年5月18日時点におけるアーカイブ。2020年5月18日閲覧。
3. ↑  『東北本線「南福島駅」の建替えを行います。』（PDF）（プレスリリース）東日本旅客鉄道仙台支社、2019年4月25日。オリジナルの2020年5月19日時点におけるアーカイブ。2019年4月25日閲覧。
4. ↑  『「館腰駅」「南福島駅」「北山形駅」のバリアフリー化について』（PDF）（プレスリリース）東日本旅客鉄道東北本部、2023年2月20日。オリジナルの2023年2月20日時点におけるアーカイブ。2023年2月20日閲覧。
5. ↑  『Suicaエリア外もチケットレスで! 東北エリアから「えきねっとQチケ」がはじまります』（PDF）（プレスリリース）東日本旅客鉄道、2024年7月11日。オリジナルの2024年7月11日時点におけるアーカイブ。2024年8月1日閲覧。

#### 新聞記事
1. ↑  「JR南福島駅「駅舎改築」2月22日から使用開始 菅谷駅は8日」『福島民友新聞』2020年2月1日。オリジナルの2020年2月1日時点におけるアーカイブ。2020年2月1日閲覧。

### 利用状況
1. 1 2  “各駅の乗車人員（2023年度）”.   東日本旅客鉄道. 2024年7月22日閲覧。
2. ↑  “各駅の乗車人員（2000年度）”.   東日本旅客鉄道. 2019年2月12日閲覧。
3. ↑  “各駅の乗車人員（2001年度）”.   東日本旅客鉄道. 2019年2月12日閲覧。
4. ↑  “各駅の乗車人員（2002年度）”.   東日本旅客鉄道. 2019年2月12日閲覧。
5. ↑  “各駅の乗車人員（2003年度）”.   東日本旅客鉄道. 2019年2月12日閲覧。
6. ↑  “各駅の乗車人員（2004年度）”.   東日本旅客鉄道. 2019年2月12日閲覧。
7. ↑  “各駅の乗車人員（2005年度）”.   東日本旅客鉄道. 2019年2月12日閲覧。
8. ↑  “各駅の乗車人員（2006年度）”.   東日本旅客鉄道. 2019年2月12日閲覧。
9. ↑  “各駅の乗車人員（2007年度）”.   東日本旅客鉄道. 2019年2月12日閲覧。
10. ↑  “各駅の乗車人員（2008年度）”.   東日本旅客鉄道. 2019年2月12日閲覧。
11. ↑  “各駅の乗車人員（2009年度）”.   東日本旅客鉄道. 2019年2月12日閲覧。
12. ↑  “各駅の乗車人員（2010年度）”.   東日本旅客鉄道. 2019年2月12日閲覧。
13. ↑  “各駅の乗車人員（2011年度）”.   東日本旅客鉄道. 2019年2月12日閲覧。
14. ↑  “各駅の乗車人員（2012年度）”.   東日本旅客鉄道. 2019年2月12日閲覧。
15. ↑  “各駅の乗車人員（2013年度）”.   東日本旅客鉄道. 2019年2月12日閲覧。
16. ↑  “各駅の乗車人員（2014年度）”.   東日本旅客鉄道. 2019年2月12日閲覧。
17. ↑  “各駅の乗車人員（2015年度）”.   東日本旅客鉄道. 2019年2月12日閲覧。
18. ↑  “各駅の乗車人員（2016年度）”.   東日本旅客鉄道. 2019年2月12日閲覧。
19. ↑  “各駅の乗車人員（2017年度）”.   東日本旅客鉄道. 2018年7月6日閲覧。
20. ↑  “各駅の乗車人員（2018年度）”.   東日本旅客鉄道. 2019年7月11日閲覧。
21. ↑  “各駅の乗車人員（2019年度）”.   東日本旅客鉄道. 2020年7月10日閲覧。
22. ↑  “各駅の乗車人員（2020年度）”.   東日本旅客鉄道. 2021年7月22日閲覧。
23. ↑  “各駅の乗車人員（2021年度）”.   東日本旅客鉄道. 2022年8月5日閲覧。
24. ↑  “各駅の乗車人員（2022年度）”.   東日本旅客鉄道. 2023年7月12日閲覧。